# Sloveniens herrjuniorlandslag i ishockey
Sloveniens herrjuniorlandslag i ishockey representerar Slovenien i ishockey för herrjuniorer. Laget spelade sin första landskamp den 10 november 1992 i Riga under kvalspelet till juniorvärldsmästerskapets C-grupp, och vann då med 4-3 mot Estland.

### Fotnoter
1. ↑  ”Championnat du monde 1993 des moins de 20 ans”. Hockeyarvhives. 1992-1993. http://www.passionhockey.com/hockeyarchives/U-20_1993.htm. Läst 16 december 2013.